# Соломко, Сергей Сергеевич
Серге́й Серге́евич Соло́мко (1867—1928) — русский художник, акварелист, график, член ТРА и Петербургского товарищества художников.

## Биография[1]

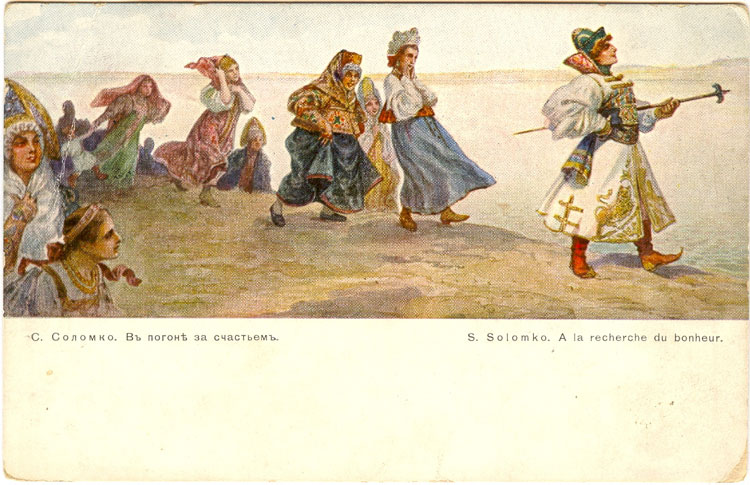
«В погоне за счастьем.»

Сергей Сергеевич Соломко родился 10 (22) августа 1867 года в Санкт-Петербурге и был крещён 12 (24) сентября в Исаакиевском соборе. Происходил из потомственных дворян Черниговской губернии. Сын полковника Сергея Афанасьевича Соломко (1835—1897), состоявшего на службе при великом князе Константине Николаевиче и Ольги Фаустовны Занадворовой (1853—1917).
Детство художника прошло в Константиновском дворце в пригороде Санкт-Петербурга — Стрельне. Окончил Московское училище живописи, ваяния и зодчества, где учился в 1883—1887 годах, затем в 1887—1888 гг. вольнослушатель Императорской академии художеств в Санкт-Петербурге.
В конце 1880-х годов начал сотрудничать с художественными журналами в качестве иллюстратора. Первые известные его работы в этой области были опубликованы в 1888 г. в журнале «Север». Одновременно начал сотрудничать с журналом «Нива». Рисовал для журналов «Мир искусства», «Шут» и других. Выполнил для издательства А. С. Суворина иллюстрации к произведениям А. С. Пушкина («Каменный гость» (1895), «Утопленник» (1895), «Сказка о царе Салтане» (1896), «Бахчисарайский фонтан» (1897)), А. П. Чехова («Каштанка» (1892)), а также к книгам «Песнь о купце Калашникове» М. Ю. Лермонтова (1900) и «Мёртвые души» Н. В. Гоголя (1901; для издательства А. Ф. Маркса; совместно с большой группой художников). Ещё одним видом художественных работ С. С. Соломки составляли зарисовки театральных постановок с целью публикации их в театральной периодике. Исполнял афиши. По его рисункам издавались открытки. Создал несколько серий открыток на темы русской старины для издательства Лапина.
1900-е годы стали пиком популярности и востребованности художника. Популярность принесли не только исторические акварели и книжная графика, но и работы в области ювелирного искусства и костюма: художник создавал модели для Императорского фарфорового завода, сотрудничал с ювелирной фирмой К. Фаберже. В 1903 году исполнил эскизы древнерусских костюмов для костюмированного бала в Зимнем дворце.
С 1910 года, получив богатое наследство, постоянно жил в Париже, на улице Данфер-Рошеро, дом 77. Живя во Франции, продолжал активно участвовать в художественной жизни России, в частности, принимать участие в выставках. В это время Соломко пишет акварели, воспроизводившиеся на открытых письмах издательств «Ришар» и А. Ф. Фельтена и иллюстрирует для французских издательств книги: «Адольф» («Adolphe») Б. Констана (1913), «Мадемуазель Мопэн» («Mademoiselle de Maupin») Т. Готье (1914), «Молитва в Акрополе» («Prière sur l’Acropole») Э. Ренана (1920), «Праздник любви» («Fêtes galantes») П. Верлена (1925), «Ночи» («Les nuits») А. де Мюссе (1926), «Прокуратор Иудеи» («Le procurateur de Judée», 1919), «Валтасар» («Balthasar», 1925) и «Коринфская свадьба» («Les noces corinthiennes», 1926) А. Франса и др. Для издательства Лапина в 1921 г. он создал серию открыток на темы русской старины. В том же году принял участие в выставке «[Художники Императорской Академии художеств Петрограда]». Последней его книжной работой стали иллюстрации к «Трофеям» («Les trophées») Ж.-М. Эредиа (1927).
В 1916 году работал по заказам Комиссии для сбора и хранения трофеев настоящей войны и увековечивания её в памяти потомства, занимавшейся созданием музея Первой мировой войны. По просьбе Комиссии, писал портреты кавалеров ордена Русского экспедиционного корпуса во Франции. Находясь во Франции, Соломко стал обращаться к новому для себя виду искусства — театральному костюму. Известны два примера его работ для крупнейших балерин начала XX века — Матильды Кшесинской и Анны Павловой.
В 1921 году участвовал в выставке художников Императорской Академии художеств Петрограда, открытой в парижской галерее Магеллан. В 1925 году принимал участие в создании Русского художественно-промышленного института в Париже.
Во второй половине 1920-х годов Соломко тяжело заболел. Умер в 1928 году в Русском доме Сент-Женевьев-де-Буа. Похоронен на местном кладбище.
У Сергея Сергеевича Соломко был единственный старший брат Николай Сергеевич Соломко (1864—?) и не было родных сестёр.

## Книги, оформленные Сергеем Соломко во Франции[10]
- Doucet, J. Pages d’amour / frontispice de Serge de Solomko; couverture de Girardclos. — Paris: L’auteur, 1912.
- Constant, B. Adolphe / illustration en couleur par Serge de Solomko. — Paris: Librairie des amateurs A. Ferroud — F. Ferroud, 1913.
- Gautier, Th. Mademoiselle de Maupin / illustrations de Serge de Solomko; gravées à l’eau-forte par E. Pennequin. — Paris: Librairie des amateurs A. Ferroud — F. Ferroud, 1914.
- Gebhart, É. Les trois Rois, conte d’Epiphanie / nombreuses illustrations en couleurs de Serge de Solomko. — Paris: Librairie des amateurs A. Ferroud — F. Ferroud, 1919.
- France, A. Le procurateur de Judée / illustrations dessinées et gravées à l’eau-forte par Serge de Solomko. — Paris: Librairie des amateurs A. Ferroud — F. Ferroud, 1919.
- Renan, E. Prière sur l’Acropole / illustrations en couleurs de Serge de Solomko. — Paris: Librairie des amateurs A. Ferroud — F. Ferroud, 1920.
- Doucet, J. La Légende des Mois / illustrations de Serge de Solomko. — Paris: Librairie Hachette, 1922.
- Garin, M., Caillet, A. L., Condé, G. de, Elven, Mme J. Hymnaire de ma parèdre / [avec la collaboration de la baronne G. de Condé, Mme M. Garin, Mme J. Elven, d’un chela; illustrations par Jeanne Plassard, Agnès Aignan, Serge de Solomko]. — Paris: Imprimeur de Frazier-Soye, 1922.
- France, A. Discours prononcé à l’inauguration de la statue de Ernest Renan, à Tréguier, le 13 septembre 1903 / illustrations en couleurs et eaux-fortes par Serge de Solomko. — Paris: Librairie des amateurs A. Ferroud — F. Ferroud, 1922.
- Samain, A. Aux fl ancs du vase / 26 horstexte de Serge de Solomko gravés à l’eau-forte par Edmond Pennequin. — Paris: Librairie des amateurs A. Ferroud — F. Ferroud, 1922.
- France, A. Balthasar / illustrations en couleurs par Serge de Solomko. — Paris: Librairie des amateurs A. Ferroud — F. Ferroud, 1925.
- La Fayette, Madame de. La princesse de Clèves / illustrations en couleurs par Serge de Solomko. — Paris: Librairie des amateurs A. Ferroud — F. Ferroud, 1925.
- Verlaine, P. Fêtes galantes / lithographies par Serge de Solomko. — Paris: Librairie des amateurs A. Ferroud — F. Ferroud, 1925.
- Пушкин, А. С. Сказка о золотом петушке / иллюстрации художника С. С. Соломко. — Париж: Издание В. Сияльского, 1925.
- France, A. Les noces corinthiennes: Poème dramatique en trois parties / illustré par Serge de Solomko; eaux-fortes de E. Decisy. — Paris: Librairie des amateurs A. Ferroud — F. Ferroud, 1926.
- Musset, A. de. Les nuits / frontispice dessiné par Serge de Solomko. — Paris: Librairie des amateurs A. Ferroud — F. Ferroud, 1926. Degouy, A. Histoire contemporaine par trois indépendants / illustration en couleurs signée Alphonse Lalauze, et deux de Serge de Solomko et Charles Dominique Fouqueray. — [Paris]: [A. Michel], 1927.
- Heredia, J. M. de. Les trophées / illustrations en couleurs de Serge de Solomko. — Paris: Librairie des amateurs A. Ferroud — F. Ferroud, 1927.

## Галерея

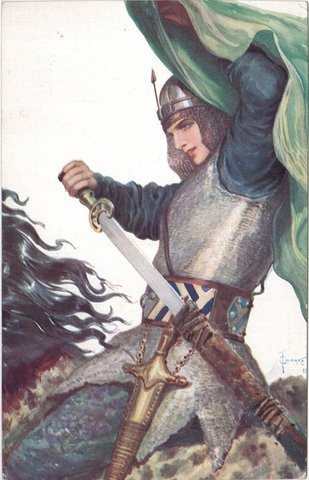
Жена Дуная Ивановича поляница «Настасья Королевична.»
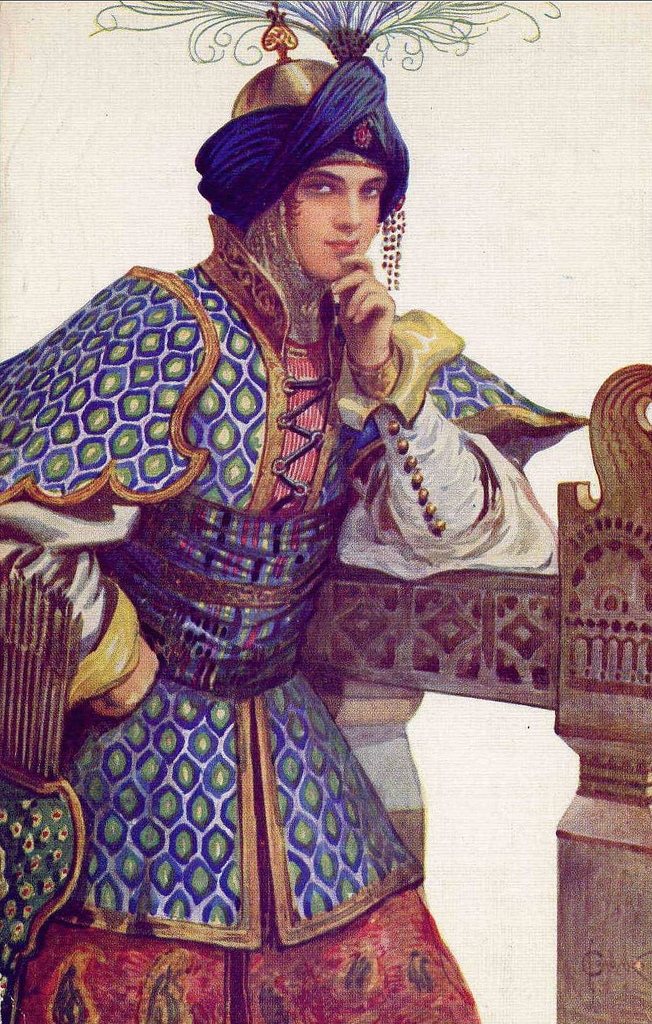
«Василиса Микулична.»
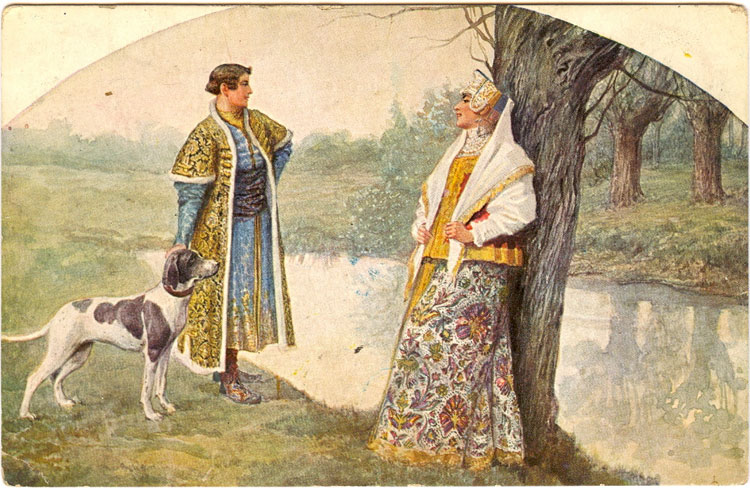
«Встреча.»
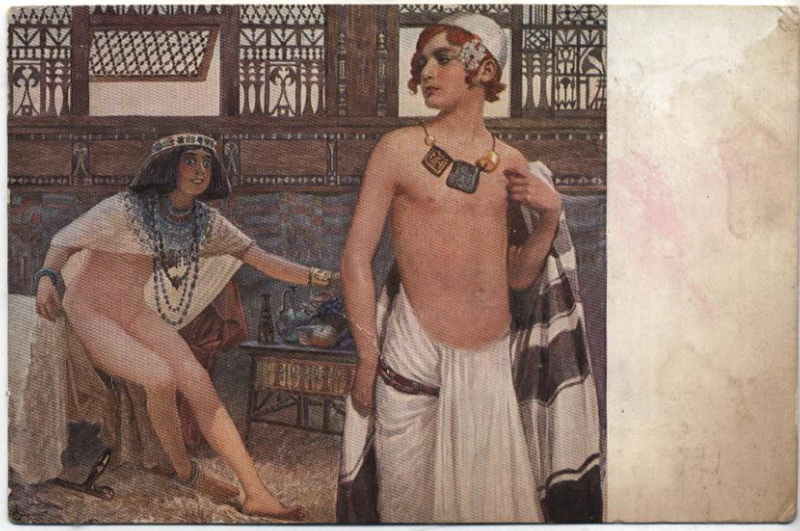
«Иосиф и жена Пентефрия.»
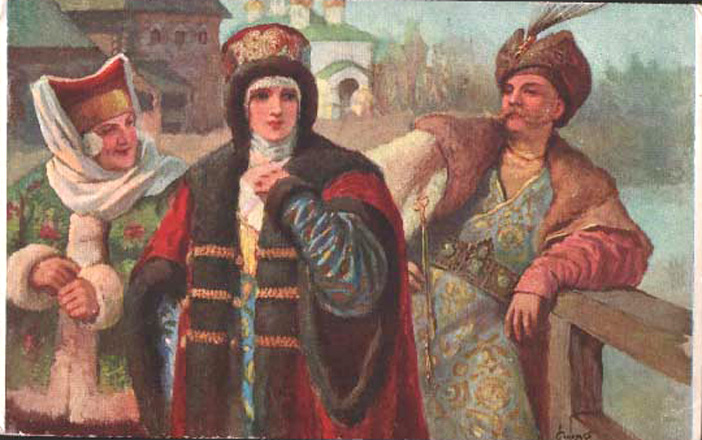
«Будущие друзья.»
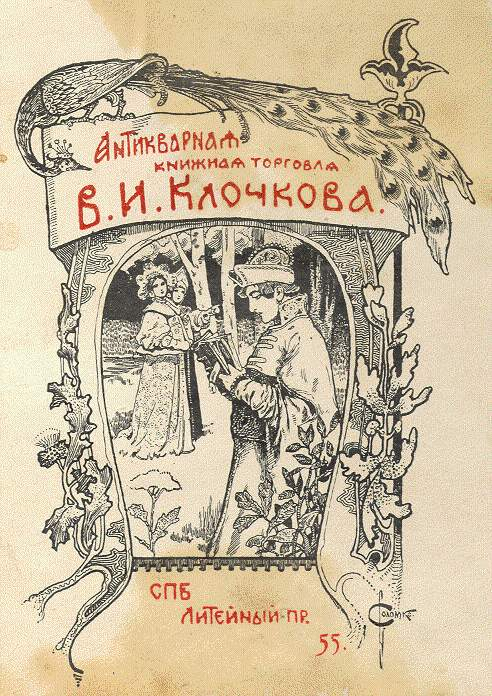
Экслибрис для Клочкова В. И.